# Lucas Poletto
Lucas Poletto (n. Suardi, Santa Fe, Argentina; 20 de junio de 1994) es un futbolista argentino que juega como extremo. Tiene un gran talento y es una de las promesas del club. Actualmente milita en el Club Sportivo Suardi del Liga Regional San Francisco.

## Trayectoria
Se inició en el Club Sportivo Suardi de su pueblo natal donde debutó en primera a los 15 años destacándose notablemente, fue pieza importantísima en la coronación en la primera parte del 2013 en la liga regional de fútbol San Francisco, luego pasaría a integrar la reserva del Club Sportivo Belgrano, en el que hizo su debut en primera frente al Club Sportivo Estudiantes (San Luis) en el Campeonato de Primera B Nacional 2015, desde ese debut mostró cualidades como velocidad y actitud para encarar a los rivales. Luego de acumular minutos y ganarse la titularidad, el 24 de junio frente al Club Ferro Carril Oeste al primer minuto de juego le cometen un penal que es ejecutado por  Juan Manuel Aróstegui donde se ponen arriba y en este mismo partido logra hacer su primer gol de manera oficial nada más y nada menos que de chilena. El 22 de mayo de 2016 marca en el torneo Federal A en los octavos de final al Club Social y Deportivo Madryn en el Coliseo del Golfo dándole la clasificación a los cuartos de final para enfrentarse a San Martín de Tucumán.

## Clubes
| Club                      | País         | Año         |
| ------------------------- | ------------ | ----------- |
| Club Sportivo Suardi      | Argentina    | 2009 - 2013 |
| Sportivo Belgrano         | Argentina    | 2014 -      |
| Club Deportivo Morón      | Argentina    | 2017 - 2018 |
| Club Atlético Colegiales  | Argentina    | 2018 - 2019 |
| Club Sportivo Estudiantes | Argentina    | 2019        |
| Club Sportivo Suardi      | 🇦🇷 Argentina | 2021        |